# 町人

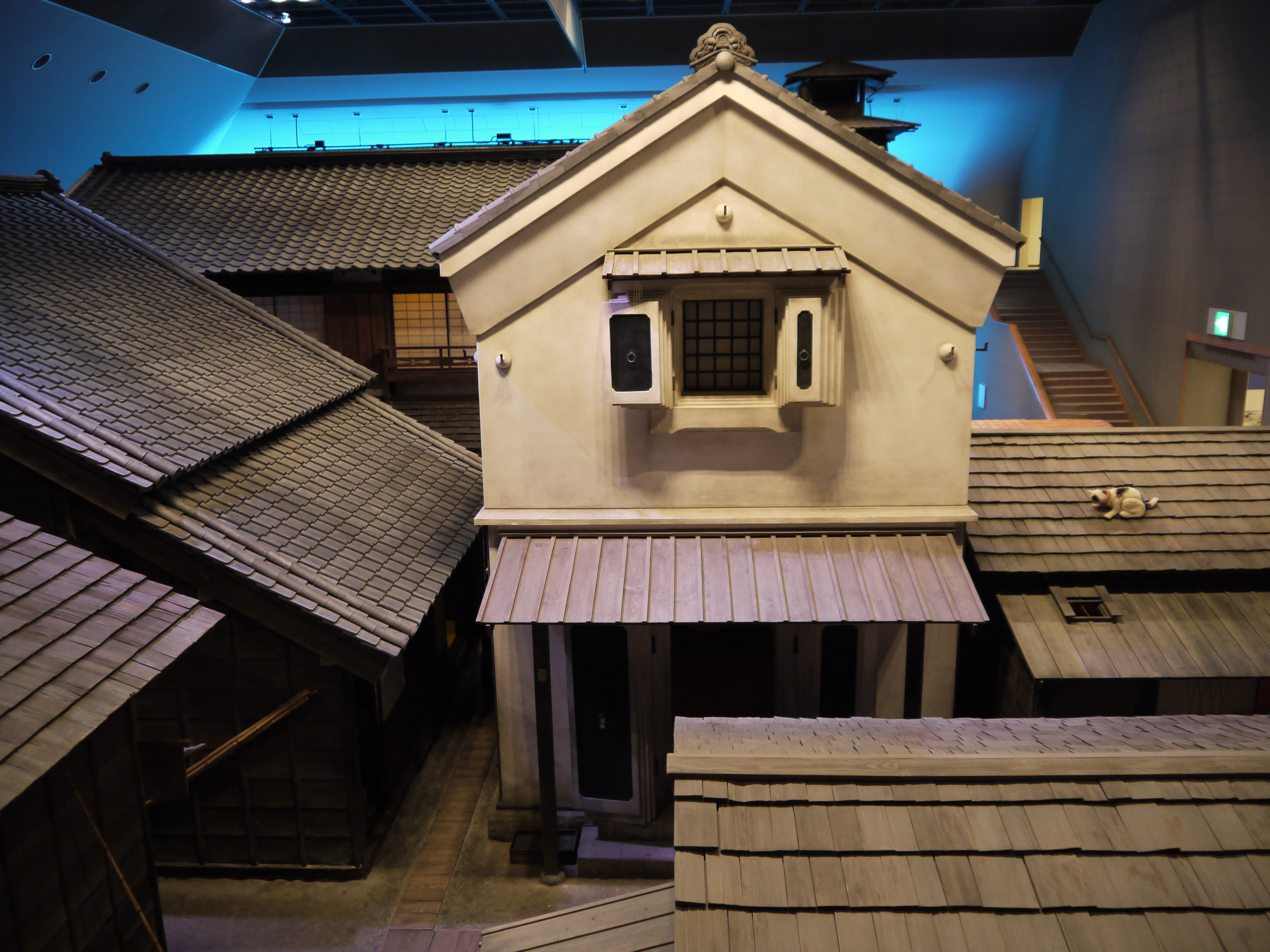
江戸後期の江戸深川（深川江戸資料館）

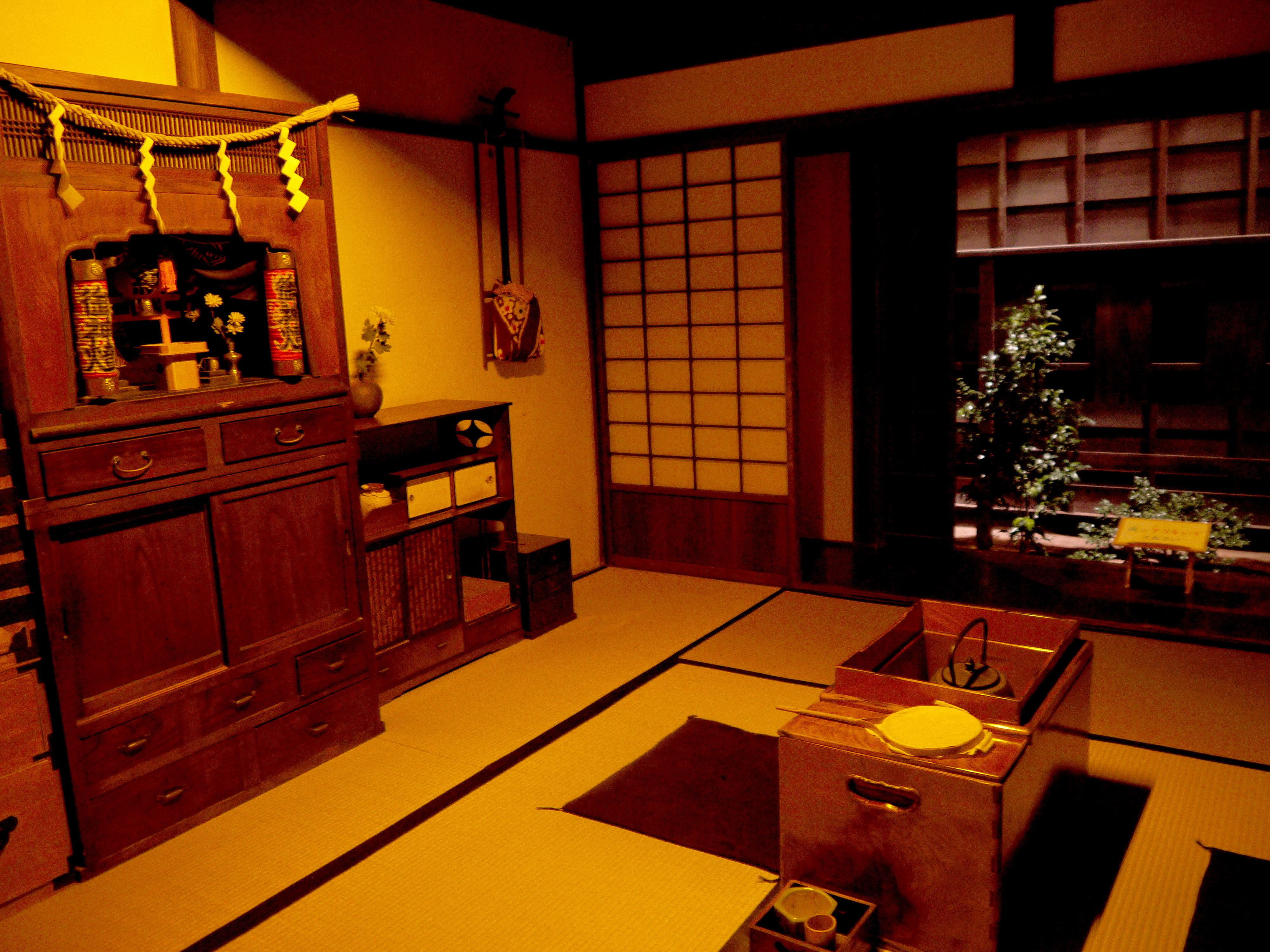
商家の室内（深川江戸資料館）

町人（ちょうにん）は、江戸時代に城下町など大きな都市に住んでいた職人、商人の総称である。または当時の都市在住の庶民階級の総称であり、昔ながらの農地に住む庶民階級の百姓や都市在住の武士階級と区別して用いられた。

## 略歴・概要
16世紀後期から17世紀前期に、社会的分業に基く身分制度（武士・百姓・町人）が成立した。各大名は楽市・楽座政策を行い、免税特権や営業の自由の承認などによって商工業者を城下町に誘致した。このことにより職業的に農業との分離が促進され、より専門性が高まった。
優れた技術力と豊富な資金量は武士を圧倒する面も見せ、独自の都市文化（町人文化）の形成発展に寄与した。
町人は特に家屋敷を所有する家持層で表通りに店を構えるブルジョワ階級である旦那衆から、裏通りの裏店層の下層町人まで階級的落差があり、富裕町人は町政や公事にも参加し、町年寄を選ぶ選挙権や被選挙権を持つなど社会的身分や公的権利・義務を持っていた。
また富裕町人としての社会的役割のひとつに、賃貸しの長屋を持ち、わずかな店賃で店子に貸す慣習があった。そして大家を雇い、店子からの家賃の取立てや諸事の面倒など長屋の管理運営（差配）を任せ、その対価として店賃の免除などの優遇をした。
都市には富裕・下層町人のほか没落した都市下層民をはじめとする様々な階層の人間が居住しており、落語などに出てくる八つぁん・熊さんなどは借家人であるため町人にはあたらない。徳川幕府の定義としては地主家主、最低でも居宅を自己所有している者のみ、後期はこれに大家（差配。上記のとおり家主代理であり居宅は家主から無料で貸与されている）までを加えて町人と呼んだが、いずれにしても町方人口の1割に満たず、江戸の庶民の圧倒的多数はこれに属していない。したがって、現代の視点、時代劇などでは厳密な制度上の用語とは別に、借家人も町人と呼ぶ場合もある。
戦後の実証主義的歴史研究においては町人・職人・商人など近世の社会集団に関する研究が進展する。1975年には中井信彦『町人』小学館「日本の歴史」において体系的な町人論が展開され、1980年代以降には中世史分野における網野善彦や桜井英治らの商職人研究とも相互に関係して、吉田伸之、塚田孝らの都市史研究の進捗に伴い町人研究が進展した。

## 女性
町女房（まちにょうぼう）は、江戸時代の都市（町方）、町人の家（町家）に住む女性の総称である。
町方とは、村方・山方・浦方に対する「都市性」、武家・社寺に対する「民間性」、遊里に対する「現世性」を意味する語であり、町女房とはつまり、江戸時代の都市の民間に住む一般女性を指す。山岸荷葉の小説『町女房』（1906年）は、江戸時代の都市生活の延長線上にある明治時代の都市女性を描いたものである。